# Феляку (комуна)
Феляку (рум. Feleacu) — комуна у повіті Клуж в Румунії. До складу комуни входять такі села (дані про населення за 2002 рік):
- Вилчеле (938 осіб)
- Георгієнь (1077 осіб)
- Каселе-Мічешть (11 осіб)
- Середіш (75 осіб)
- Феляку (1709 осіб) — адміністративний центр комуни

Комуна розташована на відстані 318 км на північний захід від Бухареста, 7 км на південь від Клуж-Напоки.

## Населення
За даними перепису населення 2002 року у комуні проживали 3810 осіб.
Національний склад населення комуни:
| Національність   | Кількість осіб | Відсоток |
| ---------------- | -------------- | -------- |
| румуни           | 2798           | 73,4%    |
| угорці           | 974            | 25,6%    |
| цигани           | 34             | 0,9%     |
| українці         | 1              | < 0,1%   |
| росіяни-липовани | 1              | < 0,1%   |
| євреї            | 1              | < 0,1%   |
| італійці         | 1              | < 0,1%   |

Рідною мовою назвали:
| Мова      | Кількість осіб | Відсоток |
| --------- | -------------- | -------- |
| румунська | 2836           | 74,4%    |
| угорська  | 970            | 25,5%    |
| циганська | 3              | 0,1%     |
| російська | 1              | < 0,1%   |

Склад населення комуни за віросповіданням:
| Релігія            | Кількість осіб | Відсоток |
| ------------------ | -------------- | -------- |
| православні        | 2511           | 65,9%    |
| реформати          | 831            | 21,8%    |
| п'ятдесятники      | 282            | 7,4%     |
| римо-католики      | 115            | 3,0%     |
| греко-католики     | 22             | 0,6%     |
| баптисти           | 22             | 0,6%     |
| адвентисти         | 14             | 0,4%     |
| старообрядці       | 1              | < 0,1%   |
| лютерани           | 1              | < 0,1%   |
| не вказали релігію | 1              | < 0,1%   |